# Burni Seunangan
Burni Seunangan är ett berg i Indonesien.   Det ligger i provinsen Aceh, i den västra delen av landet, 1 600 km nordväst om huvudstaden Jakarta. Toppen på Burni Seunangan är 2 820 meter över havet.
Terrängen runt Burni Seunangan är bergig åt sydväst, men åt nordost är den kuperad.Runt Burni Seunangan är det glesbefolkat, med 10 invånare per kvadratkilometer. Det finns inga samhällen i närheten. I omgivningarna runt Burni Seunangan växer i huvudsak städsegrön lövskog.